# Казанское сельское поселение (Пермский край)
Казанское се́льское поселе́ние — муниципальное образование в Оханском районе Пермского края Российской Федерации.
Административный центр — село Казанка.

## История
Статус и границы сельского поселения установлены Законом Пермской области от 1 декабря 2004 года № 1878-407 «Об утверждении границ и о наделении статусом муниципальных образований Оханского района Пермской области» 

## Население
| 2010 | 2012 | 2013 | 2014 | 2015 | 2016 | 2017 |
| ---- | ---- | ---- | ---- | ---- | ---- | ---- |
| 899  | ↗909 | ↗941 | ↘925 | ↗928 | ↗934 | ↘915 |
| 2018 |      |      |      |      |      |      |
| ↘911 |      |      |      |      |      |      |

## Состав сельского поселения
| №  | Населённый пункт | Тип населённого пункта       | Население |
| -- | ---------------- | ---------------------------- | --------- |
| 1  | Батаиха          | деревня                      | 8         |
| 2  | Верхняя Шумиха   | деревня                      | 60        |
| 3  | Замалая          | деревня                      | 62        |
| 4  | Замании          | деревня                      | 87        |
| 5  | Заонохово        | деревня                      | 20        |
| 6  | Заполье          | деревня                      | 90        |
| 7  | Казанка          | село, административный центр | 392       |
| 8  | Ключи 3-и        | деревня                      | 7         |
| 9  | Окуловка         | деревня                      | 110       |
| 10 | Осиновка         | деревня                      | 27        |
| 11 | Подскопина       | деревня                      | 19        |
| 12 | Усолье           | деревня                      | ↘17       |

Лит.: Шумилов Евгений Н. Материалы к «Оханской энциклопедии». Пермь, 2016 (303 статьи).